# Vinylestery

Vinylacetát, monomer patřící mezi vinylestery

Vinylestery jsou estery formálně odvozené od vinylalkoholu.K významným sloučeninám z této skupiny patří vinylacetát, vinylpropionát a vinyllaurát.